# Glaucidium californicum
Mocho-pigmeu-americano ou mochinho-das-rochosas (Glaucidium californicum) é uma espécie de ave da família Strigidae. Pode ser encontrada da Colúmbia Britânica, no Canadá, através do oeste dos Estados Unidos, até o noroeste do México.